# Zosteria illingworthi
Zosteria illingworthi là một loài ruồi trong họ Asilidae. Zosteria illingworthi được Hardy miêu tả năm 1922. Loài này phân bố ở miền Australasia.